# Salomonsko more
Salomonsko more (Solomonsko more) je more u Tihom oceanu, koje je smješteno između Nove Gvineje i Salomonovih Otoka.
More je dobilo ime po biblijskome kralju Salomonu. 
Tijekom drugog svjetskog rata mnoge bitke su se odvijala u Solomonskom moru.